# Heinrich Schiffner

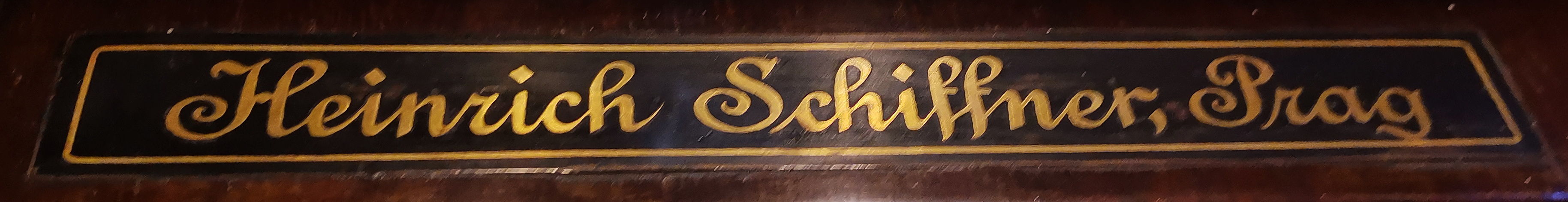
Namensschild in Dubí

Heinrich Schiffner (tschechisch Jindřich Schiffner, * 28. Mai 1853 in Cvikov (damals Zwickau), Nordböhmen, Österreich-Ungarn; † 7. März 1938 in Cvikov, Tschechoslowakei) war ein deutschstämmiger Orgelbauer in Böhmen.

## Leben
Sein  Vater Ignaz Schiffner war Tischlermeister in Zwickau (Cvikov) in Nordböhmen. 1864 ging Heinrich auf Wunsch der Eltern nach Prag zu seinem Bruder und besuchte dort eine Schule. 1868/1869 absolvierte er eine Organistenschule. Ab etwa 1869 erlernte er den Orgelbau bei seinem Bruder Karl. Anschließend ging er auf Wanderschaft, unter anderem zu Friedrich Ladegast nach Weißenfels und zu Kreutzbach nach Borna in Sachsen. 1876 kehrte er nach Böhmen zurück und eröffnete 1876 eine eigene Orgelbauwerkstatt in Česká Lípa (damals Böhmisch Leipa).
1889 übernahm Heinrich Schiffner die Werkstatt des Bruders in Smíchov bei Prag. Er erweiterte die Produktion und war um 1900 der produktivste Orgelbauer in der Umgebung von Prag mit bis zu etwa 30 Mitarbeitern. 1916 musste er die Firma wegen finanzieller Probleme an Josef Růžička verkaufen. Etwa 800 Orgeln waren bis zu dieser Zeit durch die Firma neu oder umgebaut worden.
1918 ging Schiffner in seine Heimatstadt Cvikov in Nordböhmen zurück und machte von dort aus noch kleinere Orgelreparaturen. 1938 starb er verarmt.
Heinrich Schiffner baute zuerst Orgeln mit mechanischen Kegelladen. Ab etwa 1890 setzte er in größeren Instrumenten Barkerhebel ein. Seit 1896 baute er pneumatische Orgeln. Seine Membranladen waren recht fehleranfällig.

## Orgeln (Auswahl)
Die Firma von Heinrich Schiffner (Jindř. Schiffner)  baute etwa 800 Orgeln neu oder um, vor allem in Böhmen, aber auch in Mähren, Oberungarn (Slowakei) und Kleinpolen. Einige sind erhalten. Nicht mehr vorhandene Instrumente sind kursiv gesetzt.
Orgelneubauten
| Jahr            | Ort                             | Gebäude                                         | Bild | Manuale | Register | Bemerkungen                                                                                      |
| --------------- | ------------------------------- | ----------------------------------------------- | ---- | ------- | -------- | ------------------------------------------------------------------------------------------------ |
| 1891            | Střešovice                      | St. Norbert                                     |      | II/P    | 18       |                                                                                                  |
| 1895            | Smichov                         | St. Gabriel                                     |      | II/P    | 18       | erhalten?                                                                                        |
| 1897            | Česka Lípa                      | Nalezení svatého Kříže                          |      | II/P    | 20       | 1943 Umbau durch Gebrüder Jehmlich (Otto & Rudolf), Dresden, Erweiterung von 14 auf 20 Register  |
| 1900            | Prag                            | Klosterkirche Strahov                           |      | III/P   | 59       | 1987 ersetzt                                                                                     |
| 1902            | Prag Kleinseite (Malá strana)   | Kirche Maria vom Siege                          |      | II/P    | 27       | erhalten                                                                                         |
| 1904            | Alt Habendorf (Stráž nad Nisou) | St. Katharina                                   |      | I/P     | 12       | 2017 Generalsanierung                                                                            |
| 1905            | Trutnove Porící                 | St. Peter und Paul                              |      | II/P    | 19       |                                                                                                  |
| 1908            | Krummau (Krumlov)               | St. Veit                                        |      | III/P   | 45       | erhalten Orgel                                                                                   |
| 1909            | Prag Kleinseite (Malá strana)   | Kirche Maria unter der Kette                    |      | II/P    | 27       | nicht erhalten                                                                                   |
| 1910            | Trautenau (Trutnov)             | Kirche                                          |      | III/P   | 40       | erhalten                                                                                         |
| 1911–14         | Cínovec                         | Mariä Himmelfahrt                               |      | II/P    | 10       | erhalten, nicht spielbar → Orgel                                                                 |
| vermutlich 1914 | Dubí                            | Kirche der Unbefleckten Empfängnis Mariä (Dubí) |      | II/P    | 28       | → Orgel                                                                                          |
| 1914            | Leitmeritz (Litomeřice)         | Dom St. Stephan                                 |      | III/P   | 47       | in Barockprospekt, 1942 Neubau durch Jehmlich mit Pfeifen von Schiffner im historischen Prospekt |